# ژنرال کونوجا
کونوجا (هانجا: 高奴子) یک ژنرال اهل امپراتوری گوگوریو است.

## حرفه
در سال ۲۹۳، به هنگامی که مورانگ هو از یان به گوگوریو حمله کرد، ۵۰۰ سواره نظام گوگوریو، ارتش یان به رهبری مورانگ هوی را مسدود کردند. در این نبرد، او از برادر کوچک شمالی به برادر بزرگ ترفیع گشت و گوکریم به عنوان یک ملک به او اعطا شد. در سال ۲۹۶ میلادی، هنگامی که مورونگ وی مجدداً به گوگوریو حمله کرد، به توصیه چانگجو-ری به مقام شینسونگ ته سو (新城太守) منصوب شد.
- الگو:한국민족문화대백과사전
- الگو:두피디아